# Lokomotiva 163
Lokomotiva řady 163 (dle starého značení ČSD E 499.3; v Itálii značená jako E 630) vznikla vypuštěním části pro střídavou napájecí soustavu 25 kV 50 Hz z lokomotivy řady 363. Skříň lokomotivy je v podstatě shodná na obou strojích. Lokomotiva řady 163 je univerzální traťová lokomotiva pro stejnosměrnou napájecí soustavu 3 kV vyráběná v letech 1984–1986 (tovární označení 71E) a 1991–1992 (99E) plzeňskou firmou Škoda a společností ČKD polovodiče. Řadou 163 jsou označeny také kusy, které vznikly výměnou podvozku z řady 363 na řadu 162 provedené v letech 1993–2008. Lokomotivy řady 163 jsou používány v Česku, na Slovensku a dříve také v Itálii k vozbě osobních i nákladních vlaků. Lokomotiva má pulzní regulaci výkonu. Regulace výkonu je plynulá, bezkontaktní, závislá na poměrném otevření pulzních měničů. Pulzní měniče jsou složeny z tyristorů, diod a dalších prvků a jsou řízeny elektronickým analogovým regulátorem.

## Historie
Lokomotivy řady 163 vycházejí ze stavby řady 363. Na rozdíl od řady 363 však umožňují pouze provoz na tratích se stejnosměrným napětím 3 kV. Nutnost vývoje nové řady lokomotiv pro provoz pod stejnosměrnou trakcí se ukázala začátkem osmdesátých let dvacátého století. Tehdejší lokomotivy řad 140 a 141 měly být v roce 1985 vyřazeny a ve vozovém parku ČSD se v dostatečném počtu nenacházely žádné odpovídající náhrady. Z tohoto důvodu byl firmě Škoda zadán požadavek na vypracování projektu a následnou výrobu takovýchto lokomotiv. Prototyp řady 163 nebyl nikdy vyroben – postačily dva prototypy řady dvousystémových lokomotiv ES 499.1 (dnešní řada 363). Lokomotivy se mimo napájecí soustavy liší pouze minimálně – v obou případech se jedná o tzv. II. generaci lokomotiv Škoda. Prototypy lokomotivy 363 byly k dispozici již od roku 1980.

### První série
První série šedesáti kusů (163.001–060) byla vyrobena v letech 1984 až 1986 Škodou Plzeň. První část série vyrobená během září až prosince roku 1984 obsahovala dvacet strojů tzv. „ověřovací série“. Zbylých čtyřicet kusů bylo vyrobeno a dodáno záhy. Původní označení řady bylo E 499.3, tovární označení je 71E. Ve stejné době začala Škodovka pro Československé státní dráhy vyrábět také dvousystémové lokomotivy řady 363.

### Druhá série
V letech 1991 až 1992 byla opět v plzeňské Škodovce vyrobena druhá série lokomotiv s továrním označením 99E Původně mělo jít o lokomotivy ř. 162 s maximální rychlostí 140 km/h, na základě požadavku ČSD byla maximální rychlost snížena na 120 km/h. Vůči první sérii byly změny pouze minimální. Zásadní změnou bylo použití zpětně vodivých tyristorů (RCT) ve výkonové části. Z důvodu nedostatku financí využily ČSD nedokonalost kupní smlouvy a převzetí lokomotiv odkládaly. Lokomotivy byly dlouhodobě odstaveny v Plzni na hlavním nádraží – v části, do které ústí trať od Českých Budějovic. Nakonec ČD a ŽSR převzaly z této série dohromady pouze 51 kusů. Devět lokomotiv bylo v roce 1995 prodáno italskému soukromému dopravci Ferrovie Nord Milano (tato série nesla tovární označení 99E2). Část dodávky pro Česko a Slovensko byla označena jako 99E1 a nese sériová čísla (163.061–111).

#### Dodávka pro Itálii

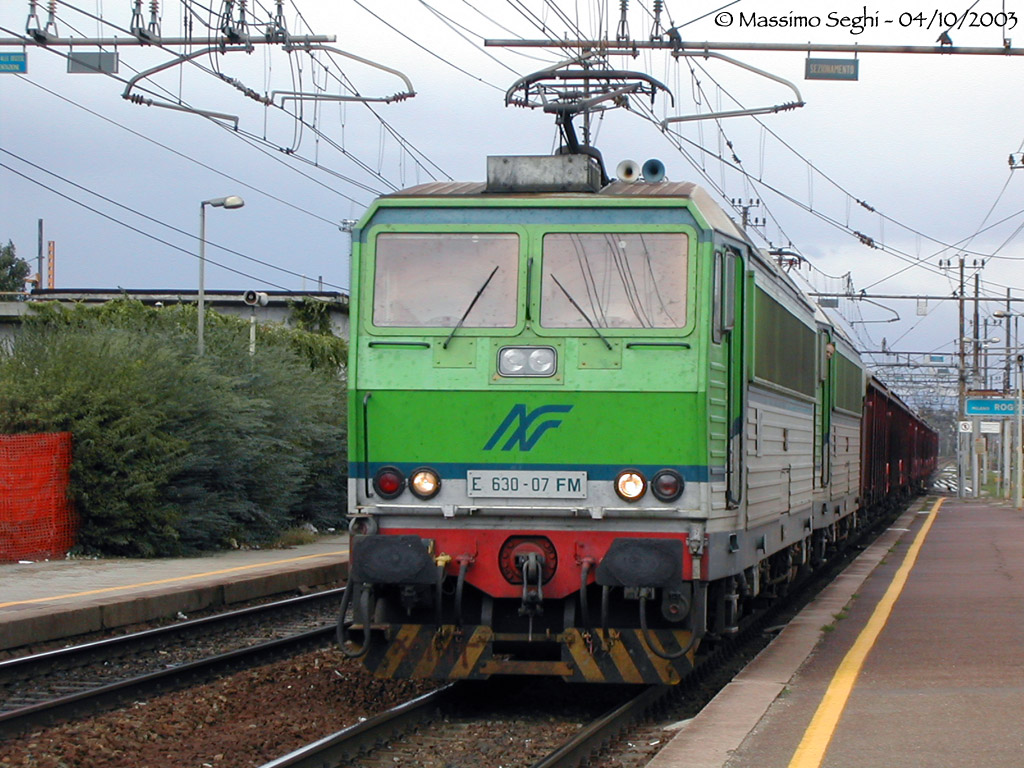
Lokomotiva části druhé série v provozu italského soukromého dopravce Ferrovie Nord Milano

Devět lokomotiv z druhé série bylo v roce 1995 prodáno italské dopravní společnosti Ferrovie Nord Milano (FNM). Jednalo se o kusy vyrobené v roce 1992 a nesoucí původní označení 163.112–120. Tehdejší ČSD/ČD totiž na jejich nákup nesehnaly dostatek financí, a tak výrobce hledal jiné zájemce. V Itálii byly lokomotivy přeznačeny dle místního značení na řadu E 630 a označeny čísly od 01 do 09. Lokomotiva 163.120 byla v Itálii testována již od roku 1994 a na základě kladných výsledků zkoušek se firma FNM rozhodla pro nákup. Lokomotivy byly využívány na vozbu příměstských osobních vlaků v oblasti Milána a dálkových kontejnerových vlaků.

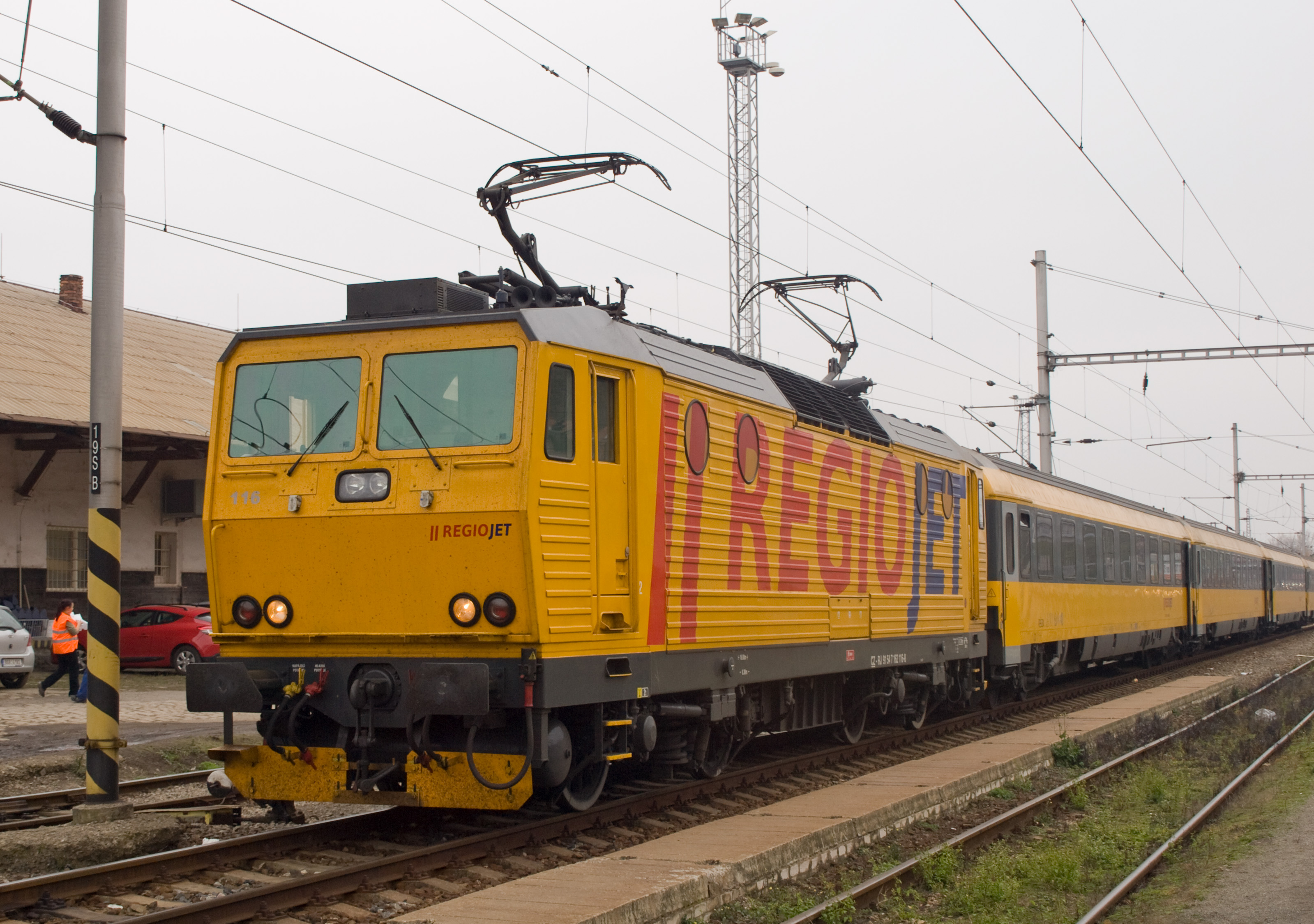
162.116 v žst. Praha-Smíchov

Na lokomotivách bylo provedeno několik technických změn, například byla v některých místech o 340 mm snížena výška, aby lokomotivy vyhovovaly obrysu pro vozidla FS/FNM. Hmotnost byla z 85 tun snížena na 80 tun, série byla vybavena novými polopantografy a byly upraveny řídicí obvody tak, aby bylo možno lokomotivu ovládat z řídicího vozu. Stroje byly osazeny italským vlakovým zabezpečovacím zařízením (RS4 Codici nebo BACC?), upraveny pro levostranné řízení a jedna kabina strojvedoucího byla vybavena klimatizací.
Všech devět lokomotiv koupila roku 2010 česká firma RegioJet. Od 26. září 2011 jsou tyto stroje po úpravách pro provoz v ČR (zvýšení max. rychlosti na 140 km/h, dosazení zabezpečovače MIREL, přesun ovládacího pultu zleva doprava apod.) provedených v ČMŽO Přerov nasazeny jako řada 162 v pravidelném provozu mezi Prahou, Ostravou a Havířovem. Na vlacích RJ se také objevují na Slovensku, v čele přímých vlaků jsou k vidění v Martině či Košicích.

#### Návrat do nákladní dopravy
Po ukončení rekonstrukcí na řadu 363.5 nezůstaly v lokomotivním parku ČD Cargo (ČDC) žádné stroje řady 163, jelikož všechny stroje podstoupily tyto přestavby. Vzhledem k nedostatku sesterských dvousystémových strojů řady 363 u osobní divize ČD byl ale v roce 2015 dohodnut výměnný pronájem tří těchto strojů za stejný počet kusů řady 163, která byla naopak ve stavu osobního dopravce nadbytečnou. Od léta 2015 tak začalo ČDC provozovat stroje řady 163 v nákladní dopravě; přednostně byly nasazovány na dopravu směsných vlaků mezi Českou Třebovou a Mostem a na poštovní vlaky Praha – Ostrava. Na podzim téhož roku přibylo dalších pět a po návratu strojů z Polska po ukončení pronájmu dopravci Przewozy Regionalne začala jednání o odkupu většího počtu strojů nákladní divizí. Obchod byl uzavřen v prosinci 2015 a ČDC zakoupilo celkem 23 lokomotiv, včetně osmi strojů které již mělo v pronájmu. „Nové“ lokomotivy byly předány koncem prosince a v prvních dnech roku 2016 poprvé zasáhly do nákladního provozu. Část strojů, již dříve upravená pro provoz v Polsku, je dislokována v SOKV Ostrava, odkud vyjíždí s vlaky jak do Přerova a České Třebové, tak i směrem na Katowice a Krakov. Zbylé stroje našly nový domov v depu Ústí nad Labem a vyskytují se převážně v Čechách. Jejich nákup umožnil odstavit větší počet přestárlých strojů řady 122 (vyřazeno bylo 15 strojů) a omladit tak lokomotivní park Carga. Další nákup šesti strojů následoval koncem listopadu 2016, které byly po drobných úpravách taktéž zařazeny do provozu nákladního dopravce.

## Rekonstrukce

### Rekonstrukce v Česku

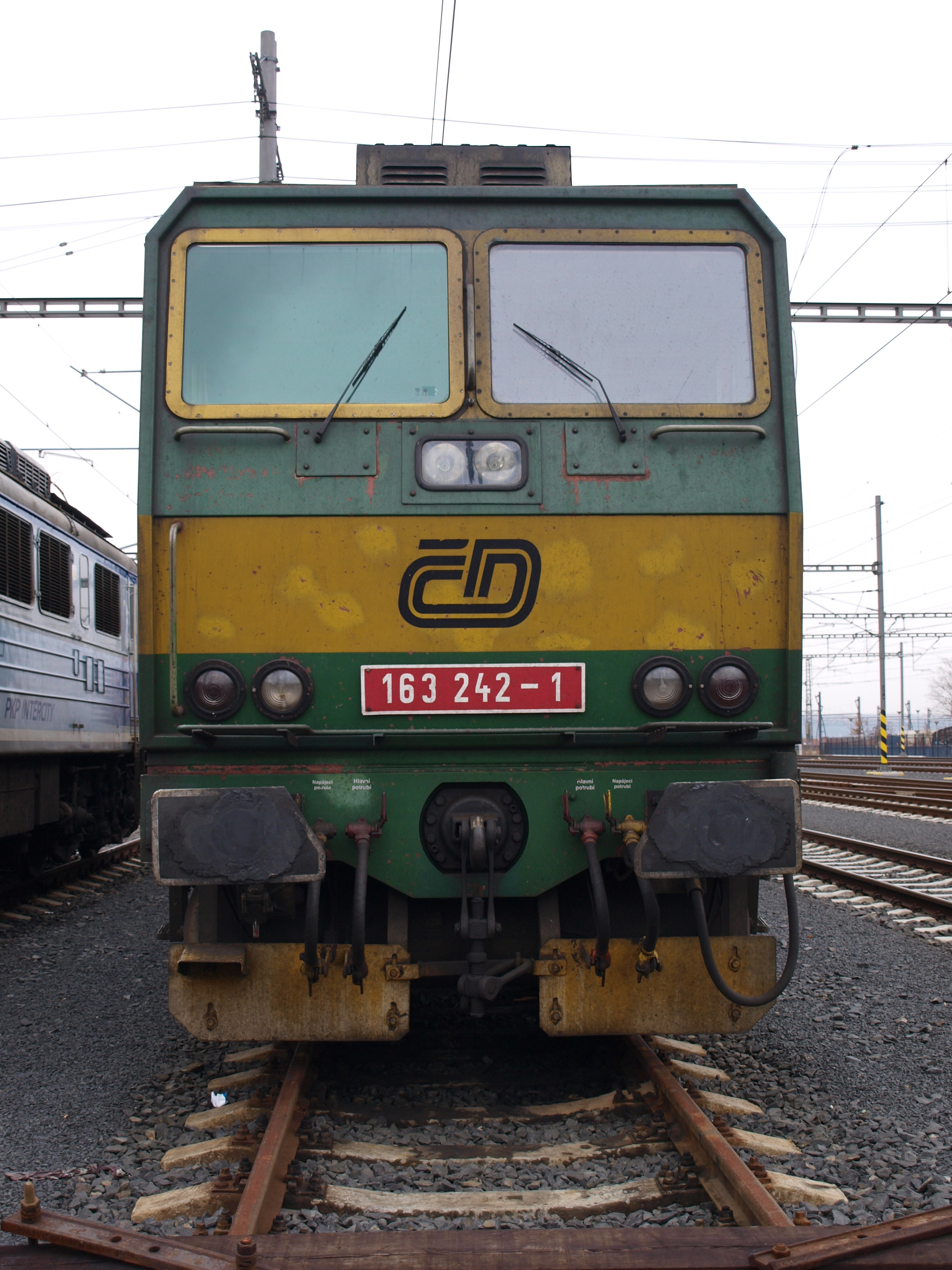
Čelo stroje 163.242 vzniklého přestavbou 162.042 počátkem roku 2001 na pražském hlavním nádraží

Počátkem devadesátých let dvacátého století pocítily České dráhy znovu nedostatek dvousystémových lokomotiv schopných vyvinout rychlost až 140 km/h. Takovéto lokomotivy byly potřeba k vedení vlaků vyšší kvality na nově budovaných koridorových tratích se střídavým proudem. České dráhy nevlastnily dvousystémové lokomotivy pro rychlost nad 120 km/h vůbec a nákup nových lokomotiv nebyl z finančního hlediska reálný. Potřeba se řešila využitím lokomotiv ŽSR řady 350, které dopravovaly vlaky na síti ČD. Proto bylo rozhodnuto o výměně podvozků s různými převodovými poměry mezi lokomotivami řad 162 a 363 za vzniku řad 163.2 a 362.
První fáze oprav začala koncem roku 1993 v Depu kolejových vozidel Praha, kam bylo postupně přistaveno 9 párů lokomotiv. Změna spočívala ve výměně podvozků, čímž se díky různému převodovému poměru snížila rychlost jednosystémových strojů na 120 km/h a zároveň rychlost dvousystémových zvýšila na požadovaných 140 km/h. Drobné změny byly provedeny také v řídícím systému lokomotivy, k dalším úpravám však nedošlo. Později byly na všechny lokomotivy řady 162 namontovány podélné tlumiče vrtivých pohybů podvozku, nové polopantografy a vlakový zabezpečovač typu LS 90.
Druhá řada rekonstrukcí se uskutečnila při periodických opravách strojů v roce 2000 až 2001 na čtyřech jednosystémových lokomotivách z DKV Česká Třebová a jedné pražské. Všechny dvousystémové lokomotivy byly dodány brněnským depem. Třetí série výměn proběhla v letech 2006 až 2007 na šesti „peršincích“ z České Třebové a na brněnských „esech“. Další dvojice strojů byla stejným způsobem rekonstruována i v roce 2008. Vzniklé jednosystémové stroje jsou značeny jako řada 163.2, původní inventární číslo ř. 162 je zvýšeno o 200. Vzniklé dvousystémové lokomotivy jsou značeny jako 362 s ponecháním původních inventárních čísel z řady 363.
Po roce 2010 došlo u ČD k masovějšímu rozšíření řídicích vozů a řada 163 byla jednou z těch, kterých se dotkly úpravy, umožňující provoz s nimi. V DPOV Přerov ve spolupráci s firmou CZ LOKO, resp. ve většině případů s jejím subdodavatelem, firmou ČMŽO bylo v letech 2011–2012 postupně upraveno 12 lokomotiv pro provoz ve spojení s vozy řady 961 (Bfhpvee295). Konkrétně šlo o stroje inv. čísel 025, 039, 061, 065, 066, 068, 073, 077, 079, 088, 094 a 100. Ve vratných soupravách s vloženými vozy Bdmtee byly používány především k dopravě osobních vlaků na trati Kolín – Česká Třebová, případně zajíždějí např. do Letohradu. Děčínské stroje jezdí především na trati Ústí nad Labem západ – Lysá nad Labem - Kolín.[zdroj?]
V září roku 2015 došlo k požáru lokomotivy 163.100. Bylo rozhodnuto lokomotivu zrušit a s využitím přeživších součástí upravit jinou. Koncem ledna 2016 tak vyjela 163.097. Následně přišel požadavek na posílení příměstské dopravy na berounské trati soupravami rekonstruovaných patrových vozů Bdmteeo296. Jelikož se jednalo o provoz na stejnosměrné soustavě, byly ve druhé polovině roku 2017 vybaveny lokomotivy inv. čísel 086, 092, 093 a 096. Zároveň u nich došlo ke zvýšení maximální rychlosti na 140 km/h (tedy podle původních technických podmínek typu 99E) a lokomotivy byly přeznačeny na řadu 162.[zdroj?]
V souvislosti s vybavováním lokomotiv ETCS a zejména vysokými náklady na prototypovou montáž ČD rozhodly, že i s ohledem na plánovanou postupnou změnu napájecí soustavy bude ETCS dosazeno pouze na lokomotivy s úpravou pro provoz vratných souprav, které budou jednotné. Proto jsou od podzimu roku 2019 přistavovány do DPOV k vyvazovacím opravám spojeným se zrychlením postupně přistavovány všechny lokomotivy řady 163 s WTB. Lokomotivám zůstávají původní inventární čísla s výjimkou 163.025 a 163.039, kterým DÚ přidělil označení 162.225 a 162.239. V roce 2021 zbývá dokončit stroje 163.065, 068 a 088.[zdroj?]
V letech 2010–2012 provedla Škoda Transportation v kooperaci s firmou Pars nova přestavby lokomotiv řady 163 na dvousystémové stroje řady 363.5 pro ČD Cargo. Celkem bylo takto zrekonstruováno 30 strojů, které po schválení v zahraničí dopravují vlaky až do Maďarska a nově i Rumunska.

### Rekonstrukce na Slovensku
Na Slovensku vlna rekonstrukcí řad 162 a 363 na řady 163.1 a 362 odstartovala až v roce 2000. Bylo k ní přistaveno celkem 15 párů lokomotiv řady 162 z rušňového depa v Žilině a řady 363 z Bratislavy. Jednosystémové lokomotivy nebyly vybírány dle žádného klíče, ale byly přistavovány dle nutnosti periodických oprav, řada 363 byla přistavována dle nejvyšších čísel v sérii – tedy kusy 363.148–181. Slovenské přestavby byly tvořeny výměnou dvojkolí mezi řadou 162 s převodem na rychlost 140 km/h a řadou 363 s převodem na rychlost 120 km/h a renovací stroje. Od osmého páru rekonstruovaných lokomotiv bylo vzhledem k dlouhému trvání oprav upuštěno od průvodních oprav a byla měněna pouze dvojkolí. Výsledné lokomotivy byly označeny řadou 163.1 s inventárními čísly navazujícími na poslední dodané stroje řady 163 – tedy 163.112–126. Vzniklé lokomotivy řady 362 byly označeny v návaznosti na prototyp 362.001 inventárními čísly 362.002–016.
Potřeba navýšení počtu dvousystémových lokomotiv, schopných dosáhnout vyšších rychlostí (rychlosti nad 140 km/h byl schopen dosáhnout jediný typ, a to 40 let stará řada 350), vedla k rozhodnutí zrekonstruovat lokomotivy řady 163 na vícesystémové, které byly označeny jako řada 361. Tento záměr oznámila ZSSK v roce 2009 a práce na první lokomotivě započaly na sklonku téhož roku. Do konce roku 2015 bylo dokončeno 25 lokomotiv, z čehož 5 patřilo k podtypu 361.0 (s maximální rychlostí 140 km/h) a zbylé k 361.1 (maximální rychlost 160 km/h).[zdroj?]
České dráhy uvažovaly o podobné rekonstrukci na řadu 361 taktéž s rychlostí až 160 km/h dosaženou změněnými převody a vyšším výkonem trakčních motorů. Na rozdíl od slovenských plánů by se však měly opravy týkat týkat nejen současných řad 162 a 163, ale i dvousystémové řady 363. Zatím však žádné bližší informace zveřejněny nebyly.

## Vlastnosti

Zjednodušené schéma s rozměry lokomotivy řady 163

Řada 163 je schopna dosáhnout maximální rychlosti až 120 km/h při trvalém výkonu 3480 kW. Lokomotiva je čtyřnápravová a je vybavena dvěma polopantografovými sběrači. Její délka přes nárazníky je 16 800 mm, výška se staženými sběrači 4 640 mm, šířka 2  940 mm a hmotnost 85 tun.

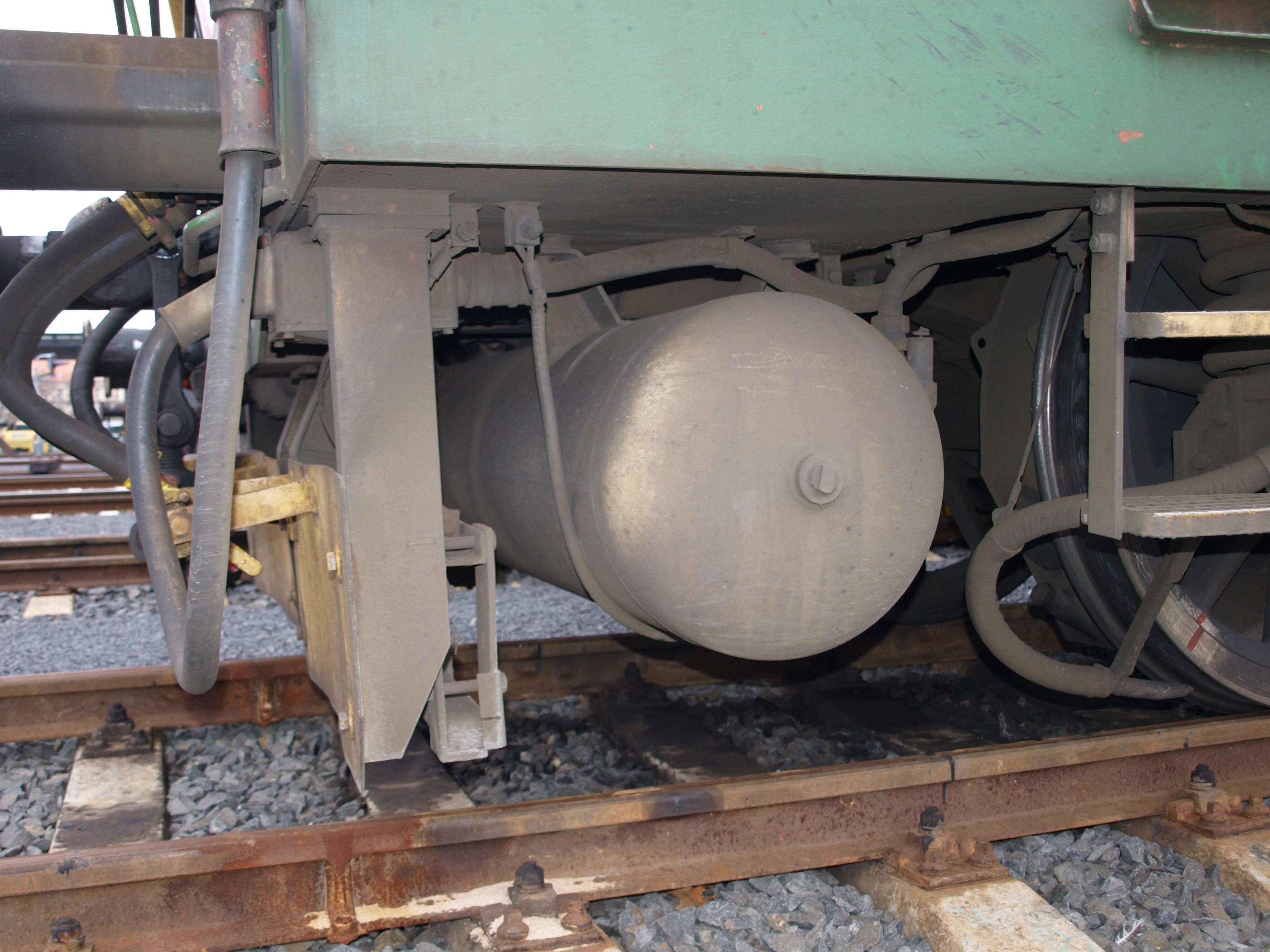
Vzduchojem umístěný v čele lokomotivy za smetadlem

Lokomotivy řady 163 jsou skříňového uspořádání. Hlavní rám je svařen z ocelových profilů. Ve spodní části obou čel jsou umístěna tažná a narážecí ústrojí a pod nimi smetadla. Samotná kostra skříně je ocelová s podélnými prolisy pro zvýšení tuhosti. Na obou čelech se nachází stanoviště strojvedoucího. Obě stanoviště jsou klimatizována – klimatizační jednotky se nachází na střeše nad kabinou. Kvůli netěsnostem ve stavbě však bývá klimatizace částečně neúčinná. Dvě čelní okna na každé straně jsou dvouvrstvá, vyhřívaná. Pod nimi se nachází hlavní reflektor, dvojice pozičních světel (bílé a červené) jsou umístěny ve spodní části nad nárazníky. Strojovna se nachází mezi stanovišti strojvedoucího v prostřední části. Vstup do strojovny je možný přes obě stanoviště pouze při stažených sběračích, vstup do stanovišť je zajištěn dveřmi z obou stran každého stanoviště. Ve strojích pro Česko a Slovensko je řídící pult umístěn na pravé straně stanoviště, v dodávce pro FNM byl přemístěn na levou stranu.[zdroj?]
Obě bočnice jsou opatřeny čtveřicí oken – jedna obdélníkovými těsně pod střechou a druhá kruhovými ve střední části. První z bočnic umožňuje díky vertikálním „žaluziím“ průchod vzduchu – po této straně je možné také strojovnou projít úzkou uličkou. V dutinách kostry je zapuštěno osm pískojemů o celkové kapacitě 1500 kilogramů písku, který je do lokomotivy dosypáván otvory ve střešní části.

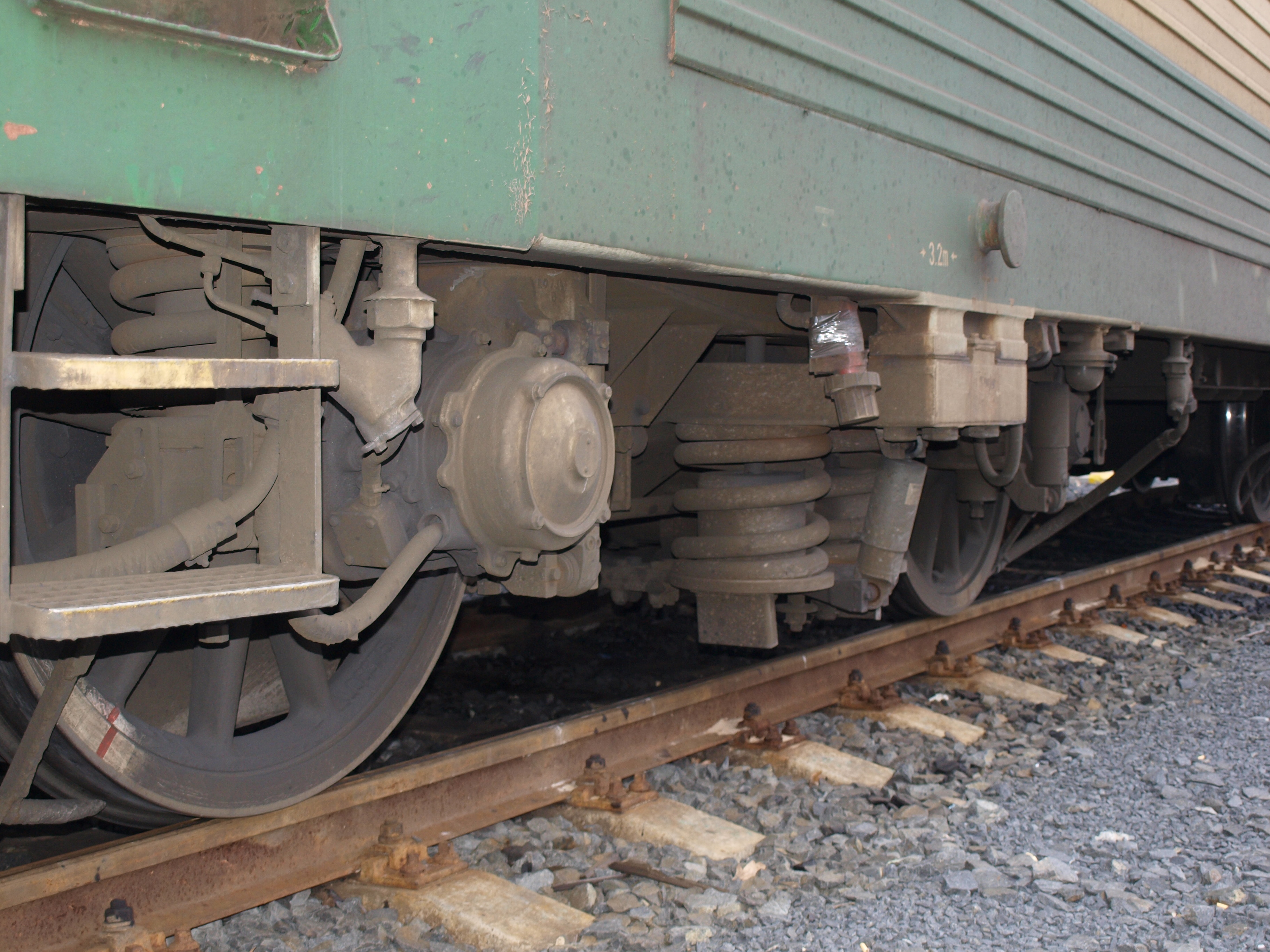
Náprava lokomotivy s primárním (v popředí u schůdků) a sekundárním (ve středu) vypružením

Podvozek lokomotivy je navržen na rychlosti až 200 km/h, proto nenastal problém při přestavbách na řadu 162. Lokomotivy mají dvoustupňové vypružení – obě z vinutých ocelových pružin (čtyři primární pro každé dvojkolí a dvě sekundární na každé straně lokomotivy) s paralelně zařazenými hydraulickými tlumiči. Motory jsou osazené v rámu podvozku, jsou tedy plně odpruženy primárním vypružením. Převodový poměr lokomotivy řady 163 je 81:23 – při rekonstrukcích na řadu 162 byl poměr snížen na 79:26.
Za smetadlem je v každém čele lokomotivy zavěšen jeden vzduchojem o objemu 450 litrů a dovoleném tlaku 10 barů (tj. 106 Pa).

## Označování
V současnosti nese tato lokomotivní řada registrovaná v Česku a na Slovensku číselné označení 163 – z čísla je patrné, že se jedná o elektrickou lokomotivu stejnosměrné napájecí soustavy. Před přeznačením v roce 1988 byla lokomotiva dle systému Vojtěcha Kryšpína značena jako E 499.3. Tovární označení lokomotiv je 71E; druhá série byla označena jako 99E. Devět kusů z druhé série bylo u FNM značeno řadou E 630 a dvouciferným evidenčním číslem, u výrobce je tato úprava vedena jako typ 99E2.[zdroj?]
Lokomotivy řady 163 jsou známé také pod přezdívkou Peršing (či s jiným pravopisem Pershing). Tato přezdívka vznikla při zavádění lokomotivy do provozu, kdy měly stroje vysokou poruchovost („krátký dolet“) avšak vysokou akceleraci („rychlý start“), čímž byly podobné raketám Pershing II, které byly v osmdesátých letech rozmisťovány po západní Evropě.

## Provoz

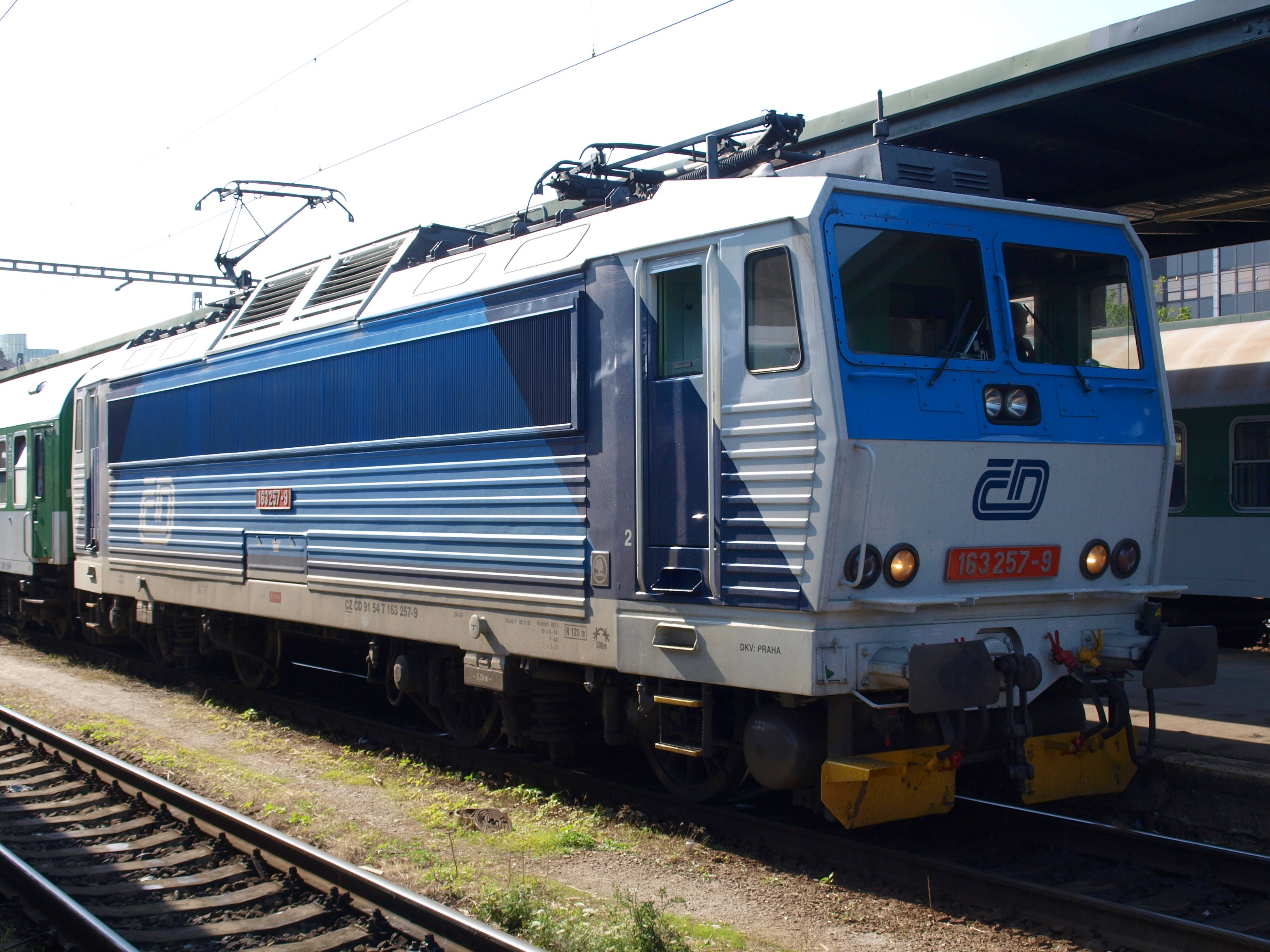
Lokomotiva 163.257 (ze série lokomotiv vzniklých přestavbou z řady 162) v novém nátěru Českých drah v Praze na Masarykově nádraží

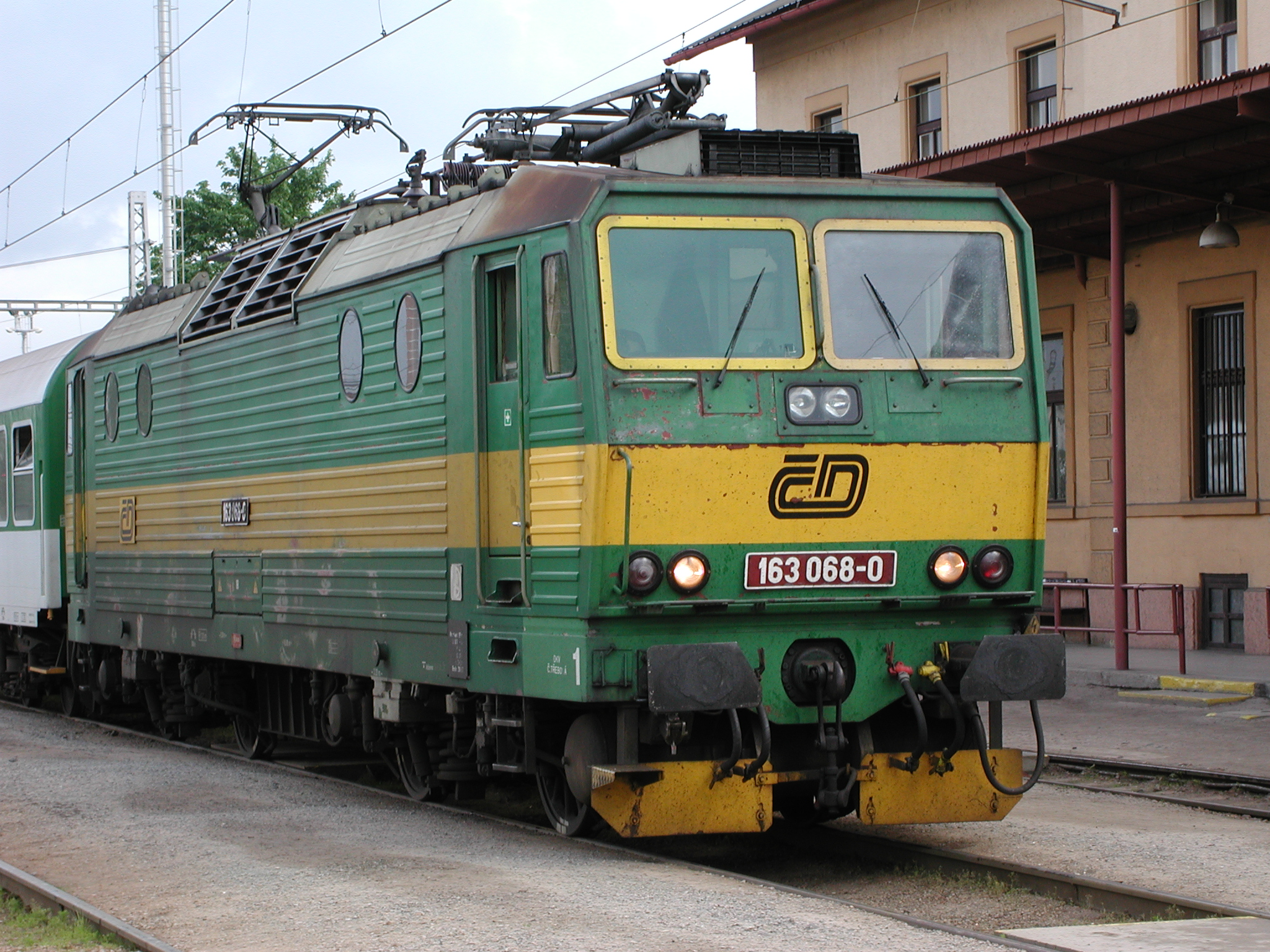
Lokomotiva 163.068 v Týništi nad Orlicí

Lokomotivy řady 163 byly určeny k nahrazení dosluhujících lokomotivních řad 140 a 141 při vozbě jak osobních tak nákladních vlaků. V počátcích svého provozu byly lokomotivy velmi nespolehlivé – kvůli tomu si vysloužily, dle téže ne velmi spolehlivých raket Pershing II, přezdívku peršing. Důvodem poruch bylo velké množství elektroniky osazené v lokomotivě. Po vyřešení počátečních problémů se z lokomotivy stala jedna z nejméně poruchových lokomotiv v české a slovenské železniční síti. Lokomotiva je dobře vypružená a až na bzučení trakčních měničů má klidný a tichý chod.[zdroj?]

### Dislokace
První část první série (tzv. ověřovací série) byla dislokována do lokomotivního depa v Ústí nad Labem. Pozdější série byly rozmisťovány po celém Československu do České Třebové, Olomouce, Košic a později i Prahy a Ostravy. Po rozpadu Československa byly lokomotivy mezi nástupnické železniční správy rozděleny podle počtu kusů provozovaných na jejich území.[zdroj?]
V roce 2008 v Česku lokomotivy provozovaly v počtu 79 kusů České dráhy, tyto stroje byly dislokovány v provozních jednotkách dep kolejových vozidel Česká Třebová (50 ks), Bohumín (6 ks) a Děčín (23 ks). Dalších 30 kusů provozovala společnost ČD Cargo, všechny kusy ale byly postupně přistaveny k modernizaci na řadu 363.5 a v současnosti již je celá série strojů 363.501 – 530 v provozu pod SOKV České Budějovice.

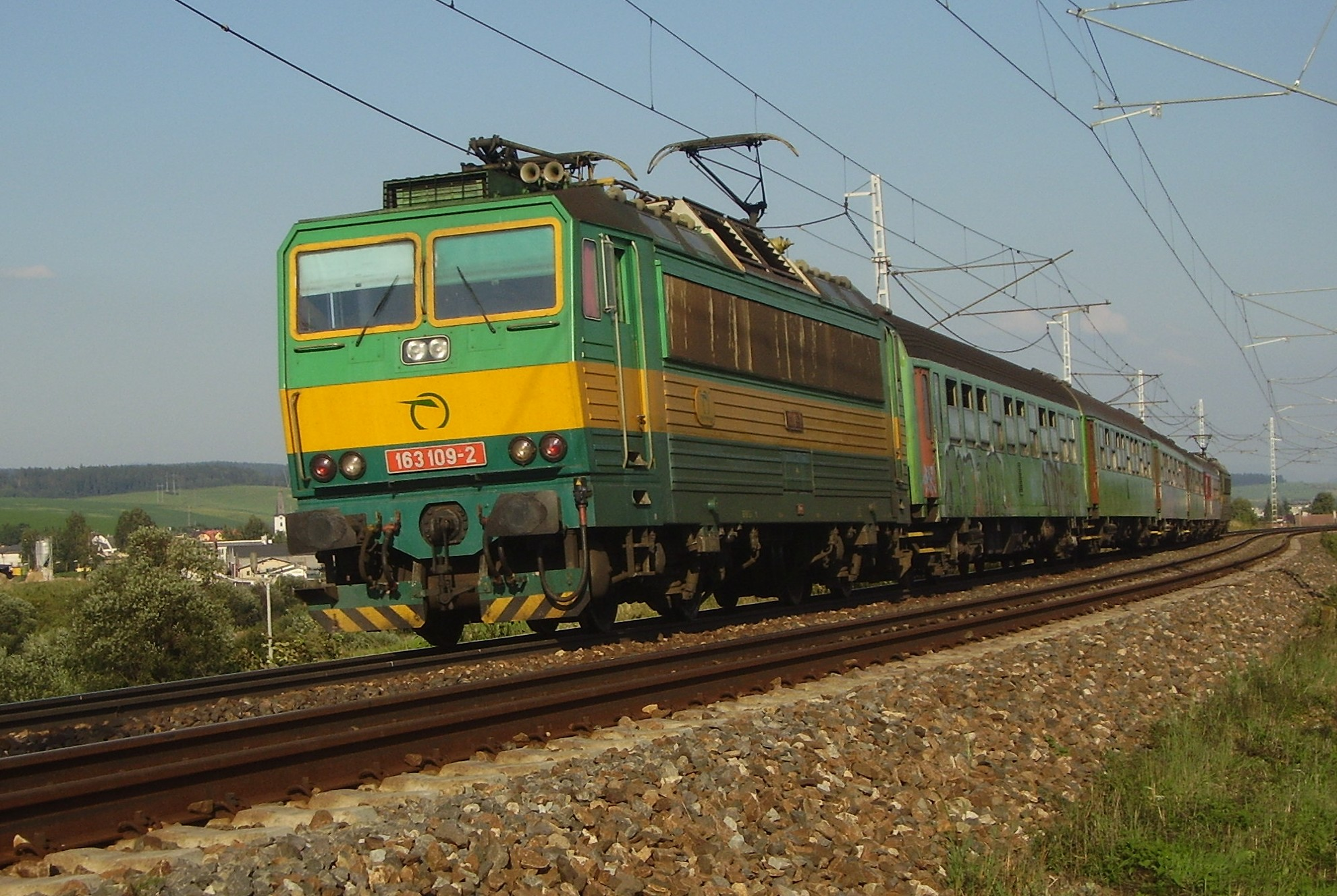
Slovenská lokomotiva 163.109 z košického depa projíždí hláskou Čingov na trati Žilina - Košice v čele osobního vlaku

Na Slovensku lokomotivy řady 163 vlastní v počtu 37 kusů Železničná spoločnosť Slovensko. Nákladní dopravce Železničná spoločnosť Cargo Slovakia nevlastní žádné – lokomotivy jsou tedy využívány pouze k vozbě osobních vlaků. Lokomotivy ZSSK jsou dislokovány do dvou lokomotivních dep a to v Žilině a Košicích.

### Příslušnosti k dopravcům
V následujícím přehledu jsou uvedeny všechny vyrobené lokomotivy řady 163 s železniční společností, v jejímž jsou vlastnictví seřazené dle sérií.
- 163.001 – 060: První série
  - 163.001 – 024 ČDC (163.001 – 020, 023, 024 rekonstruovány na ř. 363.5)
  - 163.025 ČD (rekonstruována na ř. 162)
  - 163.026 – 029 ČDC (163.027 a 028 rekonstruovány na ř. 363.5)
  - 163.030 – 038 ČDC (163.031 – 033, 036 – 038 rekonstruovány na ř. 363.5)
  - 163.039 ČD (rekonstruována na ř. 162)
  - 163.040 – 048 ČDC
  - 163.049 – 060 ZSSK (všechny rekonstruovány na ř. 361)

- 163.061 – 111: Druhá série
  - 163.061 – 100 ČD (163.061, 065, 066, 068, 073, 077, 079, 088, 094, 097 rekonstruovány na ř. 162, 163.099 a 100 odstaveny z provozu )
  - 163.101 – 111 ZSSK (163.102 a 103 rekonstruovány na ř. 361)
  - 163.112 – 120 po rekonstrukci jako E630.01 – 09 Ferrovie Nord Milano - dnes po další rekonstrukci 162.112–120 RegioJet

- 163.112 – 125: Rekonstrukce na Slovensku
  - 163.112 – 125 ZSSK (všechny rekonstruovány na ř. 361)

- 163.215 – 260 Rekonstrukce v Česku
  - 163.215 – 217, 233 ČDC (dnes 363.2)
  - 163.234 ČD
  - 163.241 – 243 ČDC (dnes 363.2)
  - 163.244 ČD
  - 163.245, 247, 248 ČDC (dnes 363.2)
  - 163.249 ČDC
  - 163.250 – 252 ČDC (dnes 363.2)
  - 163.255 – 259 ČDC (dnes 363.2)
  - 163.260 ČD

### Nasazení
V Česku jsou lokomotivy nasazovány k vozbě osobních a spěšných vlaků na hlavních tratích. V roce 2022 jsou rozmístěny do dep v Bohumíně, České Třebové a Děčíně. Stroje z depa Bohumín jsou nasazovány především do čela osobních vlaků na tratích Nezamyslice – Prostějov/Přerov – Olomouc – Kouty nad Desnou a Přerov – Hranice – Bohumín (– Návsí). Stroje z depa Česká Třebová jsou nasazovány do čela osobních a spěšných vlaků na tratích Choceň – Týniště nad Orlicí – Hradec Králové a Hradec Králové – Chlumec nad Cidlinou. Do konce roku 2018 zdejší stroje také zajišťovaly vozbu rychlíků mezi Prahou a Hradcem Králové, kde je však nahradily rychlejší stroje ř. 162 a z menší části i stroje ř. 150.2. Stroje z depa Děčín jsou nasazovány do čela osobních a spěšných vlaků na tratích Děčín – Ústí nad Labem – Roudnice nad Labem, Ústí nad Labem – Litoměřice – Nymburk (– Kolín) a Ústí nad Labem – Chomutov (– Kadaň-Prunéřov).
Stroje zakoupené společností ČD Cargo zabezpečují dopravu především v severozápadních a středních Čechách (na hlavním tahu Chomutov – Ústí nad Labem – Nymburk – Česká Třebová a přilehlých tratích) a ve Slezsku, v čele vlaků také zajíždějí do Polska.[zdroj?]
Na Slovensku jsou stroje využívány především k vozbě osobních vlaků a regionálních expresů na tratích v okolí Košic. Jedná se o tratě Košice – Poprad-Tatry (– Svit), Košice – Prešov – Lipany a Košice – Čierna nad Tisou. Jedna lokomotiva také zajišťuje přeshraniční dopravu do ukrajinského Čopu.

## Budoucnost
Lokomotivy 163 u ČD již od prosince 2024 nebudou turnusovány a poslouží pouze jako zálohy a posila při zvláštních akcích.

## Galerie

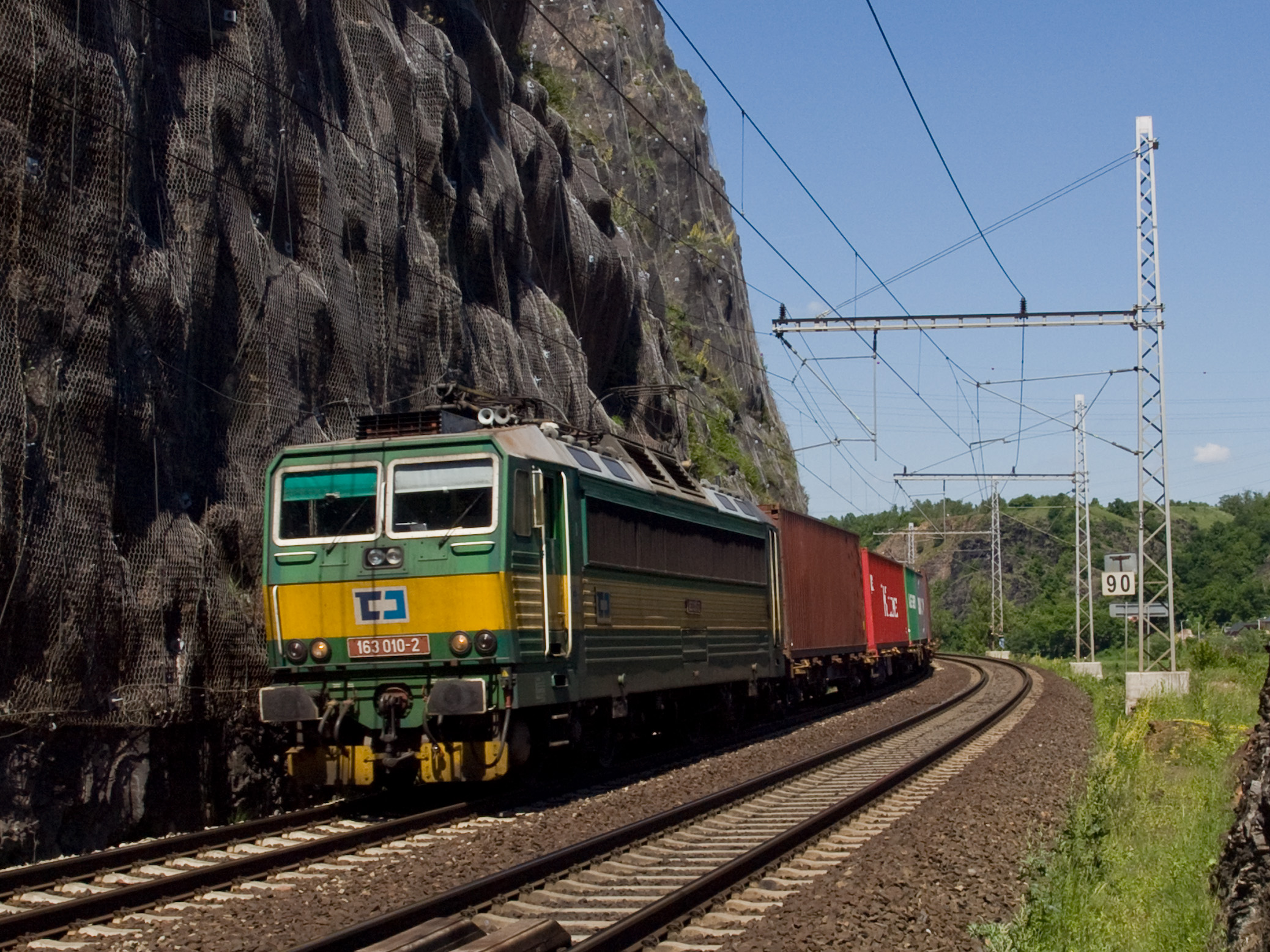
Lok. 163.010 v čele nákladního expresu.
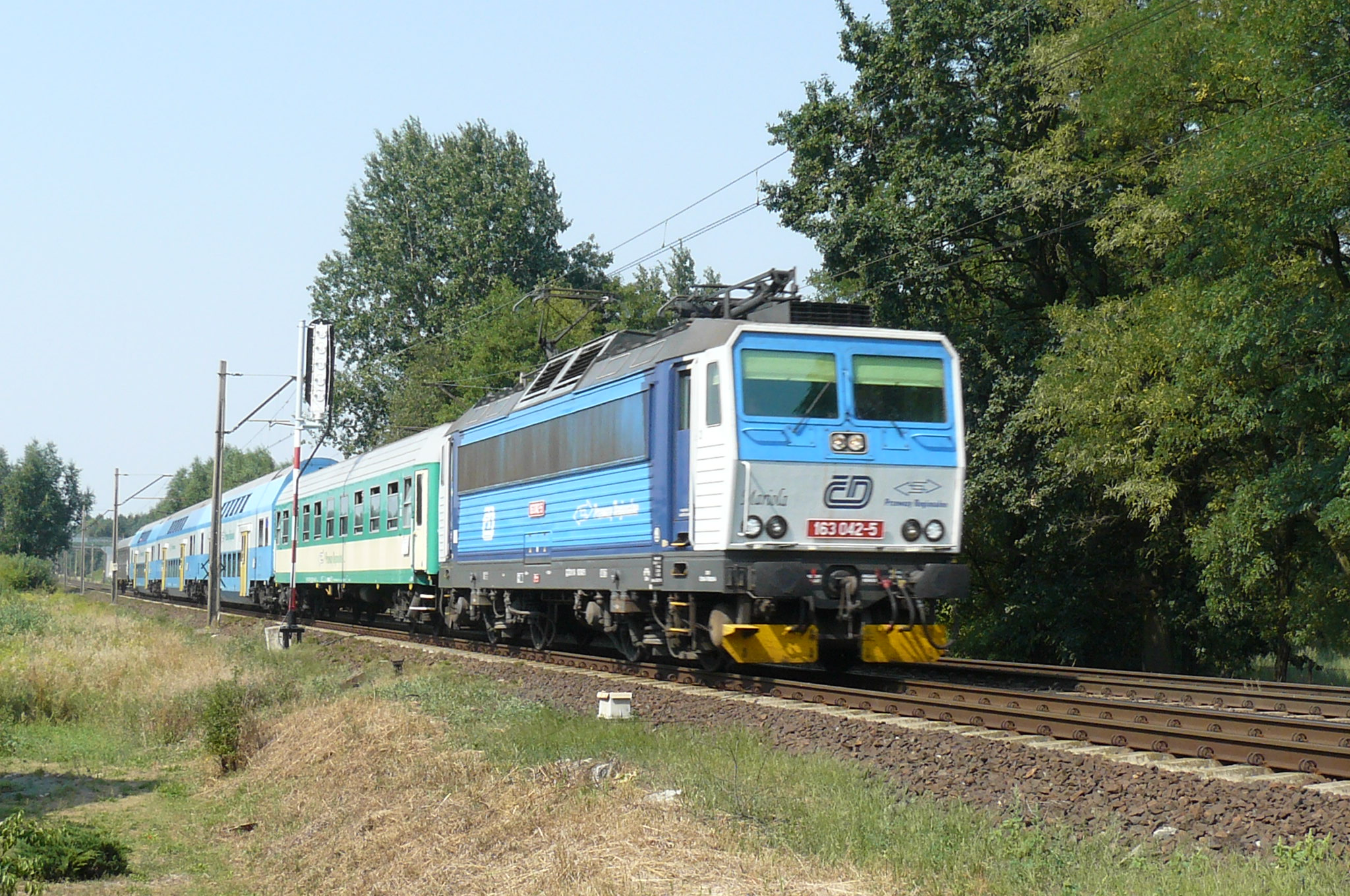
Lok. 163.042 během pronájmu v Polsku.
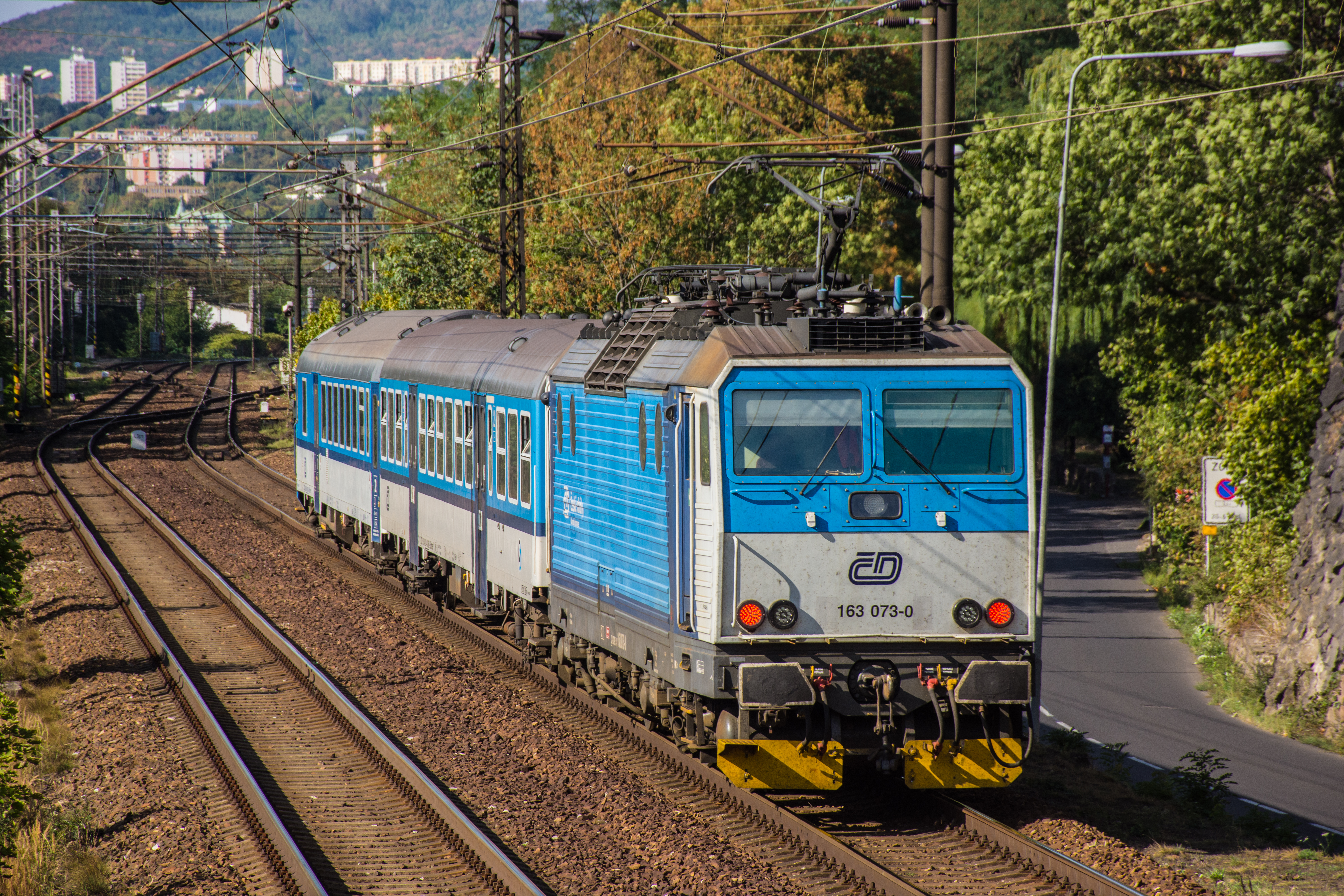
Rekonstruovaná lok. (WTB) 163.073 na postrku osobního vlaku.
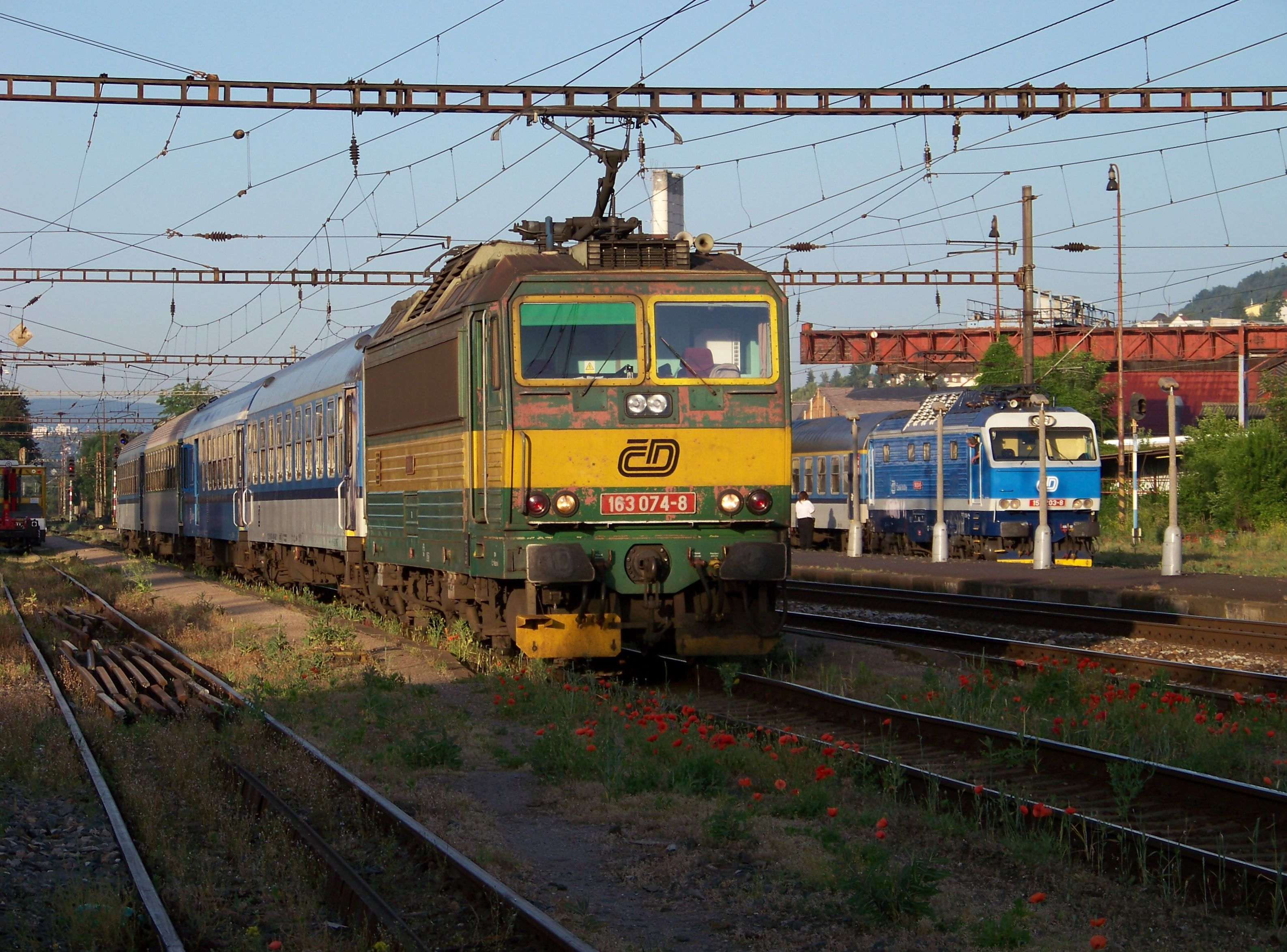
Lok. 163.074 ve starém unifikovaném nátěru ČD.
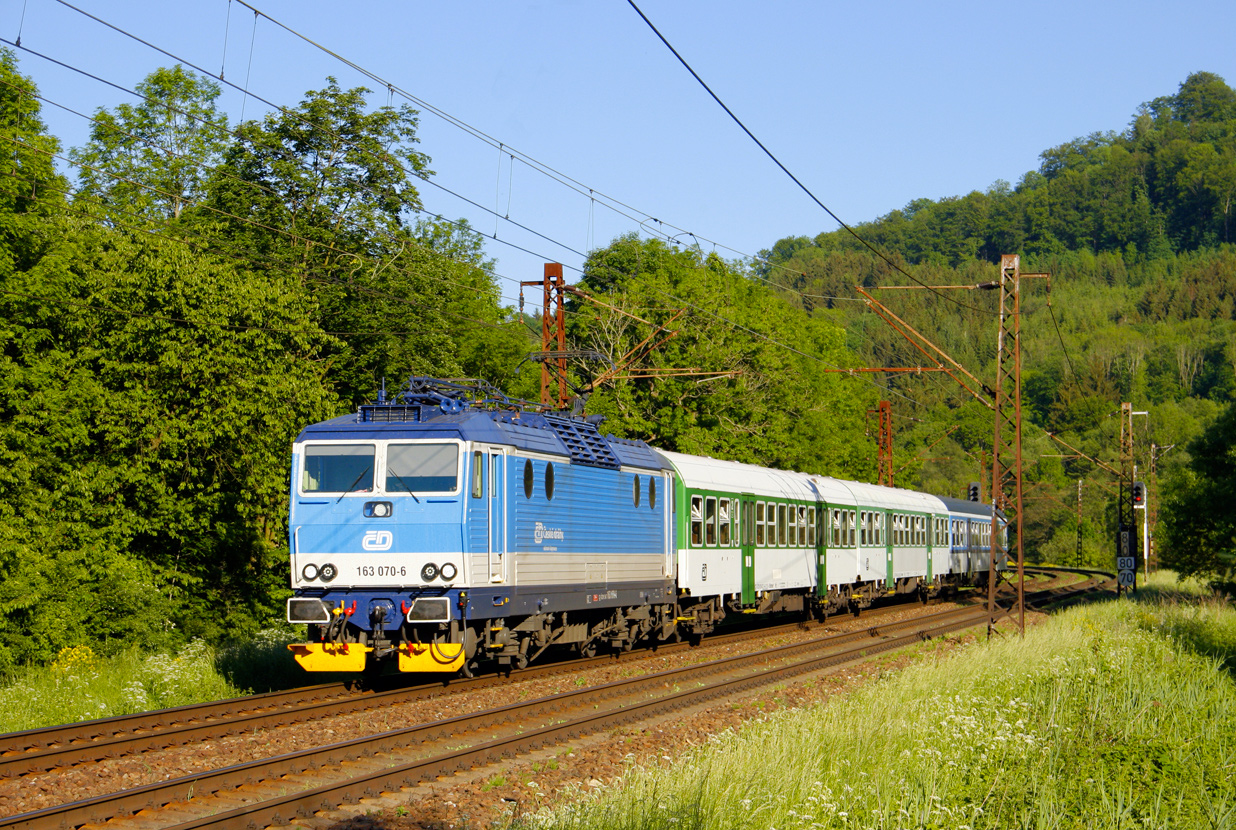
Lok. 163.070 v nejnovější verzi korporátního nátěru ČD.
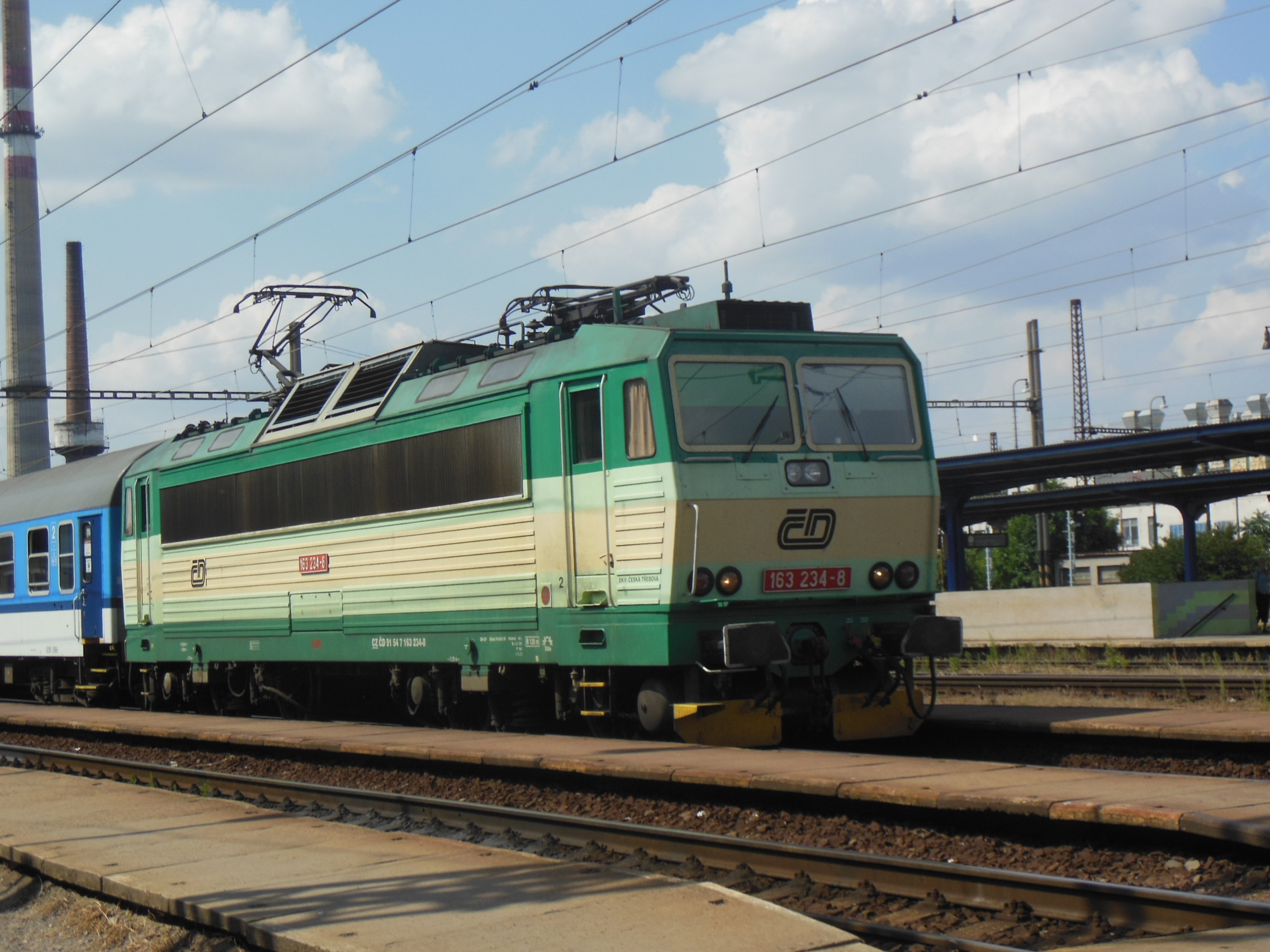
Lok. 163.234 v nátěru zvaný "Hrášek".
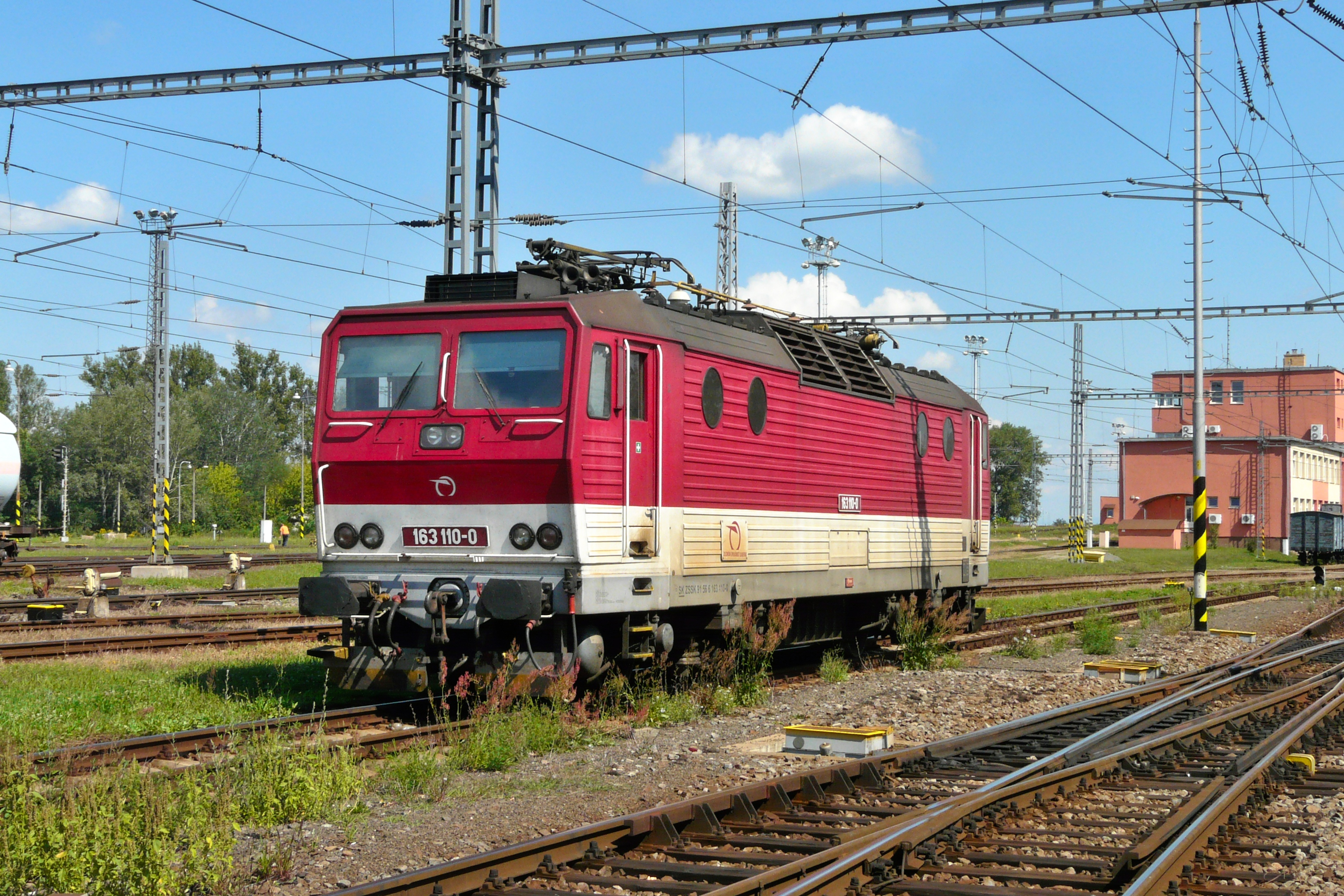
Slovenská lok. 163.110 v korporátním nátěru ZSSK.